# 935 Clivia
935 Clivia је астероид главног астероидног појаса са пречником од приближно 7,87 .
Афел астероида је на удаљености од 2,543 астрономских јединица (АЈ) од Сунца, а перихел на 1,894 АЈ. 
Ексцентрицитет орбите износи 0,146, инклинација (нагиб) орбите у односу на раван еклиптике 4,025 степени, а орбитални период износи 1207,500 дана (3,305 година). 
Апсолутна магнитуда астероида је 12,90 а геометријски албедо 0,197.
Астероид је откривен 7. септембра 1920. године.